# Seznam osebnosti iz Mestne občine Murska Sobota
Seznam osebnosti iz Mestne občine Murska Sobota vsebuje osebnosti, ki so se rodile, delovale ali umrle v Mestni občini Murska Sobota.

## Gospodarstvo
- Jožef Benkő podjetnik, tovarnar, politik prizadeval si je za gospodarski razvoj in modernizacijo Prekmurja (1889, Tešanovci – 1945, Murska Sobota)
- Mateja Forštnarič ekonomistka, poslovna svetovalka (1969, Murska Sobota)
- Vladimir Pregelj specialist za mednarodno trgovino, uslužbenec ameriške kongresne knjižnice (1927, Murska Sobota – 2019, Washington)
- Zdenka Vidovič ekonomistka, članica Računskega sodišča Republike Slovenije (1952, Murska Sobota)

## Humanistika
- Franc Gumilar zgodovinar, muzealec (1890, Murska Sobota – 1973 Maribor)
- Rudi Čačinovič novinar, urednik, diplomat, prevajalec, publicist (1914, Rakičan – 2008, Ljubljana)
- Franc Šebjanič publicist, pisec, raziskovalec protestantizma (1920, Murska Sobota – 1984, Murska Sobota)
- Jožef Vild publicist, družbenopolitični in kulturni delavec (1924, ? – 2005, ?)
- Zlata Vokač literarna zgodovinarka, univerzitetna profesorica, pisateljica, prevajalka (1926, Murska Sobota – 1995, Maribor)
- Nikica Brumen učiteljica, knjižničarka, prejemnica Čopove diplome (1929, Murska Sobota – 2001, Murska Sobota)
- Jože Hradil urednik, slovaropisec, prevajalec (1934, Murska Sobota – 2015, ?)
- Gabi Čačinovič Vogrinčič psihologinja, univerzitetna profesorica (1941, Murska Sobota)
- Sonja Ana Hoyer umetnostna zgodovinarka, univerzitetna profesorica (1945, Murska Sobota)
- Cvetka Tóth filozofinja, univerzitetna profesorica (1948, Murska Sobota)
- Franc Kuzmič zgodovinar, muzeolog, pastor, bibliotekar, pedagog (1952, Murska Sobota – 2018, Betlehem)
- Štefan Smej etnolog, novinar, filozof (1952, Beltinci – 1996, Murska Sobota)
- Zdenka Čebašek Travnik zdravnica, psihiatrinja, družinska terapevtka, varuhinja človekovih pravic (1955, Murska Sobota)
- Janez Balažic umetnostni zgodovinar, muzealec, urednik (1958, Murska Sobota)
- Oto Luthar zgodovinar, univerzitetni profesor (1959, Murska Sobota) ; na angleški Wikipediji
- Jana S. Rošker sinologinja (1960, Murska Sobota)
- Borut Brumen etnolog, univerzitetni profesor, po njem poimenovano priznanje za posebne dosežke na področju etnologije in kulturne antropologije ter učinkovitega javnega delovanja etnologov in etnologinj v korist zatiranim (1963, Murska Sobota – 2005, Ljubljana)
- Branko Kerman arheolog, kustos, kurator, začetnik aeroarheologije v Sloveniji (1963, Murska Sobota)
- Lendvai Kepe Zoltán madžarsko-slovenski etnograf, muzeolog (1964, Murska Sobota)
- Borut Ošlaj filozof, predavatelj (1964, Murska Sobota)
- Milan Lovenjak arheolog, zgodovinar in univerzitetni profesor (1965, Murska Sobota)
- Gabriella Gaál prevajalka, publicistka (1966, Murska Sobota)
- Robert Inhof filozof, umetnostni zgodovinar, kustos, direktor Galerije Murska Sobota (1966, Murska Sobota)
- Janoš Slepec urednik, duhovnik, pisatelj (1872, Murska Sobota – 1936, Murska Sobota)
- Ana Jud novinarka, pisateljica (1978, Murska Sobota)
- Klaudija Sedar jezikoslovka, latinistka (1980, Murska Sobota)
- Mojca Kumin Horvat jezikoslovka (1984, Murska Sobota)

## Politika, pravo, plemstvo, vojska
- Franc Balogh madžarski vojaški oficir (1610, Murska Sobota – 1667, Murska Sobota)
- Peter Berke madžarsko-slovenski plemič, veleposestnik, sodnik (1653, ? – 1728, Bakovci)
- Pavel Czigany okrajni glavar, plemič, uradnik (1715, Markišavci – 1773, Markišavci)
- Jožef Berke politik, odvetnik, plemič (1817, Križevci – 1893, Murska Sobota)
- Mihael Berke veleposestnik, plemič, inšpektor (1843, Tešanovci – 1895, Murska Sobota)
- Milan Forštnarič pravnik, odvetnik, sodnik (1944, Markovci)
- Jožef Klekl politik, duhovnik, publicist, urednik, nabožni pisatelj, (1874, Krajna – 1948, Murska Sobota)
- Ivan Vratarič pravnik (1874, Černelavci – 1909, Murska Sobota)
- Gustav Pósfay madžarsko-slovenski okrajni glavar, plemič (1881, Murska Sobota – ?)
- László Sólyom madžarski generalpodpolkovnik (1908, Murska Sobota – 1950, Budimpešta)
- Janez Nemec pravnik, profesor, namizni tenisač (1912, Murska Sobota – 2001, Slivniško Pohorje)
- Štefan Kuhar partizan, organizator narodnoosvobodilnega gibanja (1921, Markišavci – 1941, Maribor)
- Janez Novak pravnik, sodnik, univerzitetni profesor (1939, Murska Sobota)
- Vladimir Miloševič vojaški častnik (1940, Murska Sobota)
- Miran Györek politik, prevajalec, germanist, poslanec 5. državnega zbora Republike Slovenije (1952, Murska Sobota)
- Branko Ficko ekonomist, politik, poslanec 6. državnega zbora Republike Slovenije (1956, Murska Sobota)
- László Göncz madžarski politik, zgodovinar, poslanec 7. državnega zbora Republike Slovenije (1960, Murska Sobota)
- Slavko Škerlak policist, veteran, prejemnik Častnega znaka svobode Republike Slovenije (1960, Murska Sobota)
- Jožek Horvat - Muc slovensko-romski politik, pisatelj (1965, Murska Sobota)
- Andrej Horvat politik, ekonomist (1966, Murska Sobota)
- Božena Forštnarič Boroje diplomatka, pravnica, uradnica, veleposlanka na Poljskem (1973, Murska Sobota)

## Religija
- Janoš Terboč evangeličanski duhovnik (1591, Murska Sobota – 1650, Csepreg)
- Blaž Jaklin plemič, nitranski škof, nabožni pisatelj, odličen cerkveni govornik (1644, Murska Sobota – 1695, ?)
- Jurij Raffay duhovnik, plemič (1728, Prosečka vas – 1789, Murska Sobota)
- Franc Hül duhovnik, zgodovinopisec (1800, Tišina – 1880, Murska Sobota)
- Števan Kovatš madžarski evangeličanski duhovnik, zgodovinar, pisatelj (1866, Lébény – 1945, Murska Sobota)
- Peter Štumpf škof, zgodovinar, teolog (1962, Murska Sobota)

## Šolstvo
- Avgust Požegar učitelj, ustanovitelj in predsednik učiteljskega društva v Prekmurju (1863, Ptuj – 1946, Murska Sobota)
- Evgen Antauer učitelj, šolski nadzornik (1890, Murska Sobota – 1971, Lenart v Slovenskih goricah)
- Zvonimir Černeka učitelj, prosvetni delavec (1899, Trst – 1967, Murska Sobota)

## Šport
- Evgen Titan hokejist na travi, trener, športni sodnik (1929, Murska Sobota – 2015, Murska Sobota)
- Ludvik Zelko hokejist na travi (1944, Murska Sobota)
- Alojz Forjan hokejist na travi (1951, Murska Sobota)
- Miran Mesarič hokejist na travi (1955, Murska Sobota – 2007, Lipovci)
- Štefan Sraka hokejist na travi (1958, Murska Sobota)
- Vitomir Fujs hokejist na travi (1967, Murska Sobota)
- Jože Veldin padalec, strojevodja (1970, Murska Sobota – 2017, Madžarska)
- Milan Osterc nogometaš (1975, Murska Sobota)
- Boštjan Puhan hokejist na travi (1975, Murska Sobota)
- Danijel Brezič nogometaš (1976, Murska Sobota)
- Fabijan Cipot nogometaš (1976, Murska Sobota)
- Dejan Nemec nogometaš (1977, Murska Sobota)
- Franc Maučec hokejist na travi (1977, Murska Sobota)
- Slavko Forjan hokejist na travi (1977, Murska Sobota)
- Boštjan Kavaš rokometaš (1978, Murska Sobota)
- Srebrenko Posavec hrvaški nogometaš (1980, Murska Sobota)
- Jože Benko nogometaš (1980, Murska Sobota)
- Robert Mesarič hokejist na travi (1981, Murska Sobota)
- Mitja Mörec nogometaš (1983, Murska Sobota)
- Boštjan Stanko hokejist na travi (1983, Murska Sobota)
- Peter Fras hokejist na travi (1984, Murska Sobota)
- Borut Semler nogometaš (1985, Murska Sobota)
- Tadej Apatič nogometaš (1987, Murska Sobota)
- Martin Mesarič hokejist na travi (1987, Murska Sobota)
- Uroš Stanko hokejist na travi (1987, Murska Sobota)
- Iztok Utroša badmintonist (1988, Murska Sobota)
- Gregor Balažic nogometaš (1988, Murska Sobota)
- Dominik Mesarič hokejist na travi (1988, Murska Sobota)
- Tjaša Tibaut nogometašica (1989, Murska Sobota)
- Mike Urbanija tenisač (1989, Murska Sobota)
- Matic Maruško nogometaš (1990, Murska Sobota)
- Tomislav Ternar tenisač (1990, Murska Sobota)
- Filip Gačevski nogometaš (1990, Murska Sobota)
- Denis Kramar  nogometaš (1991, Murska Sobota)
- Filip Draković nogometaš (1991, Murska Sobota)
- Žiga Kous nogometaš (1992, Murska Sobota)
- Marko Roškar nogometaš (1992, Murska Sobota)
- Ladislav Vida motociklist (1993, Murska Sobota)
- Matej Pučko nogometaš (1993, Murska Sobota)
- Manja Rogan nogometašica (1995, Murska Sobota)
- Adrian Gomboc judoist (1995, Murska Sobota)

## Umetnost

### Arhitektura
- László Takáts arhitekt (1880, Murska Sobota – 1916, Ukrajina)
- Feri Novak arhitekt, urbanist, oblikovalec moderne Murske Sobote (1906, Murska Sobota – 1959 Sračinec)
- Marjan Bežan arhitekt, urbanist (1938, Murska Sobota – 2017, ?)
- Štefan Baler arhitekt (1951, Murska Sobota – 2017, Murska Sobota)

### Glasba
- Jože Grlec glasbenik, komponist, zborovodja, glasbeni pedagog (1913, ? – 2000, ?)
- Ladislav Vörös skladatelj, etnomuzikolog glasbeni pedagog (1930, Murska Sobota)
- Drago Ivanuša skladatelj, harmonikar, pianist (1969, Murska Sobota)

### Gledališče in film
- Judita Hahn gledališka igralka, filmska igralka (1926, Murska Sobota)
- Boris Ostan gledališki igralec, filmski igralec (1960, Murska Sobota)
- Ludvik Bagari gledališki igralec, filmski igralec, pisatelj (1965, Murska Sobota)
- Nataša Matjašec igralka (1967, Murska Sobota)
- Vlado Škafar scenarist, režiser (1969, Murska Sobota)

### Književnost
- Miháo Barla pesnik, evangeličanski duhovnik (1778, Murska Sobota – 1824 Madžarska)
- Štefan Žemlič pisatelj, nabožni pisatelj, duhovnik (1840, Murska Sobota – 1891, Grad)
- Jožef Bagari pisatelj, duhovnik (1840, Murska Sobota – 1919, Murska Sobota)
- Janoš Flisar madžarsko-slovenski pisatelj, pesnik, prevajalec, novinar (1856, Šalamenci – 1947, Murska Sobota)
- Franc Talanyi pisatelj, slikar, pesnik, novinar, partizan (1883, Brezovci – 1959, Murska Sobota)
- Gregor Koritnik pesnik, pisatelj, prevajalec (1886, Briše pri Polhovem Gradcu – 1967, Murska Sobota)
- Jožef Novak pisatelj, pesnik, prevajalec (1896, Veščica – 1972 Veščica)
- Jože Olaj pesnik, prevajalec, humorist (1939, Krog – 2008, Rakičan)
- Bogdan Novak pisatelj, novinar (1944, Murska Sobota)
- Milan Vincetič pesnik, pisatelj (1957, Murska Sobota – 2017, Stanjevci)
- Feri Lainšček pisatelj, pesnik, scenarist, dramatik (1959, Dolenci) (piše o Murski Soboti)
- Vesna Radovanovič pisateljica (1962, Murska Sobota)
- Suzana Tratnik pisateljica, dramatičarka, prevajalka, sociologinja (1963, Murska Sobota)
- Judit Zágorec-Csuka pesnica, prevajalka, bibliotekarka, publicista (1967, Murska Sobota)
- Zdenka Obal pisateljica, knjižničarka, otroška pisateljica (1967, Murska Sobota)
- Dušan Šarotar pisatelj, pesnik, scenarist, literarni kritik, esejist (1968, Murska Sobota)

### Likovna umetnost in fotografija
- Ladislav Kondor karikaturist, slikar (1901, Kupšinci – 1963, Kupšinci)
- Jože Kološa fotograf (1920, Murska Sobota – 1998, Koper)
- Miki Muster ilustrator in animator, stripar, režiser, plavalec (1925, Murska Sobota – 2018 Ljubljana)
- Oto Reisinger hrvaški karikaturist (1927, Murska Sobota – 2016, Zagreb)
- Jože Horvat - Jaki slikar (1930, Murska Sobota – 2009, Nazarje)
- Ladislav Danč  slikar, ilustrator, član skupine DHLM (1932, Prosenjakovci – 1979, Murska Sobota)
- Darinka Mladenovič fotografinja (1948, Murska Sobota)
- Marjan Gumilar slikar (1956, Murska Sobota)
- Judita Rajnar ilustratorka, pisateljica (1959, Murska Sobota)
- Sandi Červek slikar, avtor murskosoboškega grba (1960, Murska Sobota)
- Mirko Rajnar slikar (1961, Murska Sobota)
- Mitja Ficko slikar, ilustrator (1973, Murska Sobota)
- Silva Janež slikarka (?, Murska Sobota)

## Zabava
- Miško Baranja glasbenik, cimbalist (1920, Vanča vas – 1993, Murska Sobota)
- Jože Banič pevec, fagotist (1945, Murska Sobota)
- Barbara Šerbec pevka, članica skupine Agropop (1960, ? – 2019 Rakičan)
- Regina pevka (1965, Murska Sobota)
- Samo Budna pevec, kantavtor, glasbenik (1975, Murska Sobota)
- Valentina Smej Novak televizijska voditeljica, kolumnistka, prevajalka (1976, Murska Sobota)
- Kleemar DJ, glasbeni producent, vizualni umetnik (1980, Murska Sobota)
- Tadeja Ternar miss Slovenije 2007, fotomodel (1987, Murska Sobota)
- Tina Čeh violinistka (1988, Rakičan)
- Jožef Sraka model, modni oblikovalec, pevec, pisatelj (1991, Murska Sobota)
- Alma Merklin pevka (1991, Murska Sobota)
- Nika Zorjan pevka (1992, Murska Sobota)

## Znanost in tehnika
- Janoš Faludi čebelar, pospeševalec sadjarstva, vinogradništva in vrtnarstva (1839, Černelavci – 1922, Murska Sobota)
- Márk Grünbaum tiskar, ustanovitelj prve tiskarne v Murski Soboti (1852, ? – 1914, Budimpešta)
- Vincenz Aladár Richter slovenski botanik (1868, Murska Sobota – 1927, Budimpešta)
- Ivan Kučan mojster strojne mehanike, prvi avtomehanik v Prekmurju in inovator s patentiranjem (1892, ? – 1975, ?)
- Edvard Dittrich vodovodni inštalater in inovator s patenti (1898, ? – 1980, ?)
- Emerik Šiftar agronom, učitelj, sodeloval pri izdelavi učnih načrtov za nižje in srednje kmetijske šole (1900, Strukovci – 1982, Murska Sobota)
- Aleksander Hržič agronom (1922, Murska Sobota – 2008, ?)
- Jože Šauta biokemik, raziskoval hormone, vitamine in beljakovine (1923, Murska Sobota – 2002, ?)
- Franc Zadravec agronom, zootehnik (1925, Turnišče – 1975, Murska Sobota)
- Aleksander Šiftar agronom (1938, Murska Sobota)
- Karel Lutar izumitelj, kemijski inženir, univerzitetni profesor (1947, Murska Sobota – 2000, Ljubljana)
- Ludvik Bogataj matematik (1949, Murska Sobota – 2009, Trebnje)
- Slavko Švenda veterinar, publicist, politik (1952, Lendava – 2012, Murska Sobota)
- Igor Emri strojni inženir, profesor (1952, Murska Sobota)
- Andreja Gomboc astronomka, astrofizičarka, prejemnica Zoisovega priznanja (1969, Murska Sobota)